# Jaane Bhi Do Yaaro
Pour plus de détails, voir Fiche technique et Distribution.
Jaane Bhi Do Yaaro («Laissez courir, les amis !») est un film indien de Bollywood réalisé par Kundan Shah, sorti en 1983. Il s'agit d'une comédie policière dénonçant la corruption en Inde. Il bénéficie d'une nouvelle sortie en Inde le 2 novembre 2012.

## Synopsis
Deux photographes professionnels sans clients, Vinod Chopra (Naseeruddin Shah) et Sudhir Mishra (Ravi Baswani) se voient confier un reportage par l'éditrice du magazine «Khabardar», Shoba Sen. Il s'agit d'enquêter sur les accords illégaux conclus entre un entrepreneur immobilier, Tarneja, et un fonctionnaire municipal, D'Mello (Satish Shah), et impliquant également un deuxième entrepreneur, l'ivrogne Ahuja (Om Puri). Alors qu'ils développent d'autres photos, Vinod et Sudhir s'aperçoivent que l'une d'entre elles montre, à l'arrière plan, Tarneja en train de tirer sur quelqu'un. Ils retournent dans le parc où ils ont pris cette photo et trouve le cadavre de la victime, D'Mello. Mais ce dernier disparaît mystérieusement, ne laissant sur place qu'un bouton de manchette en or. Ils découvrent l'autre bouton de la paire un peu plus tard, lors de l'inauguration d'un pont dédié au défunt D'Mello, censé être mort de maladie. De nuit, Sudhir et Vinod déterre le cercueil contenant le corps de D'Mello, qui était enterré à proximité du pont. Ils prennent des photos du corps dans le but de prouver la culpabilité de Tarneja, avant que le cadavre disparaisse une fois de plus, et arrive accidentellement en la possession d'Ahuja. Lorsque Sudhir et Vinod s'aperçoivent que c'est Ahuja qui a le corps, ils en informent Shoba Sen, qui décide de faire chanter Ahuja. Celui-ci tente alors de faire assassiner Shoba Sen et les deux photographes. Sudhir et Vinod s'aperçoivent enfin que Shoba Sen cherche plus à s'enrichir qu'à faire éclater la vérité, et s'emparent du cadavre. Il s'ensuit une course poursuite à travers Bombay au cours de laquelle Sudhir, Vinod ainsi que Shoba et Ahuja qui les poursuivent sont amenés à se dissimuler (ainsi que le cadavre) sous des burqas. Tous les personnages finissent par faire irruption au milieu d'une représentation d'un épisode du Mahabharata et se font passer pour les acteurs. Le cadavre est quant à lui déguisé pour passer pour Draupadi. Lorsque finalement la police intervient Sudhir et Vinod révèlent toute l'affaire, mais ce sont finalement eux qui sont envoyés en prison. 
| - Titre original : Jaane Bhi Do Yaaro - Réalisation : Kundan Shah - Scénario : Sudhir Mishra, Kundan Shah - Dialogues : Ranjit Kapoor, Satish Kaushik - Photographie : Binod Pradhan - Musique : Vanraj Bhatia - Montage : Renu Saluja - Direction artistique : Robin Das - Production : National Film Development Corporation - Budget : 700 000 roupies - Pays d’origine : Inde - Langue : hindi - Durée : 132 minutes - Date de sortie : - Inde : 12 août 1983 | - Bhakti Barve : Shoba Sen - Ravi Baswani : Sudhir Mishra - Vidhu Vinod Chopra : Dushasana - Neena Gupta : Priya - Pankaj Kapur : Tarneja - Satish Kaushik : Ashok - Om Puri : Ahuja - Rajesh Puri Kamdar - Deepak Qazir : Srivastav - Naseeruddin Shah : Vinod Chopra - Satish Shah : D'Mello |

## Musique
La musique du film est composée par Vanraj Bhatia. Jaane Bhi Do Yaaro ne comprend pas de passages chorégraphiés, et la seule chanson du film est Hum Honge Kaamiyaab, la version hindi de We Shall Overcome. Elle est d'abord entonnée au tout début du film par Sudhir et Vinod alors qu'il attendent, pleins d'espoir, l'arrivée de leurs premiers clients. Ils reprennent le même chant en uniforme de prisonniers, lors de la dernière scène, pleine d'ironie, du film.

## Tournage
Le tournage de Jaane Bhi Do Yaaro s'est déroulé dans des conditions difficiles, en grande partie en raison de l'insuffisance du budget (700 000 Rs,). Le film a été tourné à Mumbai (à l'époque Bombay) en pleine canicule. Faute d'argent, les acteurs, très peu payés (à titre d'exemple, Naseeruddin Shah, qui était alors le seul acteur connu du film, n'a touché que 15 000 Rs) apportent eux-mêmes leurs repas, et tournent parfois jusqu'à vingt-quatre heures d'affilée. Les costumes masculins, à l'exception de ceux de Satish Shah, proviennent de la garde-robe personnelle de Naseeruddin Shah. C'est également son propre appareil photo qu'il utilise dans le film. Par ailleurs l'acteur n'apprécie pas le manque de logique du scénario et est peu sensible à l'humour du film, et entre souvent en conflit avec Kundan Shah sur ces sujets. Un grand nombre des scènes les plus absurdes envisagées par les scénaristes ont pourtant été abandonnées : le film aurait ainsi dû faire intervenir un gorille dissertant sur la condition humaine, et contenir une partie d'échec remportée par le cadavre de D'Mello. La longue scène du Mahabharata, qui constitue le point d'orgue comique du film, a été en partie improvisée, tout comme d'autres scènes du film. Cette scène au cours de laquelle une représentation théâtrale est perturbée par les deux héros est inspirée par le film des Marx Brothers Une nuit à l'opéra.

## Réception
Jaane Bhi Do Yaaro n'est pas un succès immédiat, mais acquiert avec le temps une réputation de film culte,.

## Récompenses
- National Film Award du premier film : Kundan Shah[9]
- Filmfare  Award du meilleur acteur dans un rôle comique pour Ravi Baswani